# 伊藤愛真
伊藤 愛真（いとう えま・ 1997年〈平成9年〉7月31日 - ）は、日本のグラビアアイドル、タレント、女優。スペースクラフト所属。
埼玉県入間市出身。かつてはTWIN PLANET ENTERTAINMENTに所属していた。亜細亜大学経済学部経済学科卒業。

## 略歴・人物
高校時代に東京ドームや西武ドームでビールの売り子として活動。「可愛すぎる売り子」として話題を呼んだ。
大学2年時にミス亜細亜大学に選ばれ、Miss of Miss Campus Queen Contest2018では審査員特別賞・ミスリゼウォーク賞・ミスリゼクリニック賞・モデルプレス賞の4冠を獲得。2021年1月、TWIN PLANETに移籍したことが発表された。
趣味はアクション、アクロバット、スノーボード、大型バイクでツーリング。特技は歌を歌うこと。好きな色は青と赤。
幼い頃からピアノを習い、高校時代はガールズバンドでギターとボーカルを担当。音楽をこよなく愛し、ソロライブもこなすほどであったが、アーティストとしての夢をかなえるため、井上ヨシマサプロデュースのダンス＆ヴォーカルユニット「卒業☆星」のオーディションに応募。2019年（令和元年）9月30日、「卒業☆星」に正式加入（2021年3月末、グループ解散）。
2023年6月30日、ベルーナドームでのイベントにて久々となるビールの売り子姿を披露した。同年9月16日、オッズパークの公式YouTubeに出演し、青森競輪場で行われた第39回共同通信杯（G2）のレースにて1400倍超の10万円車券を的中させた。
2024年7月、スペースクラフトに所属した。

## 作品

### 写真集
- 1st写真集「soleil-ソレイユ-」（2022年9月22日、KADOKAWA） ISBN 978-4-04-605861-4[12]

### デジタル写真集
- SPA! デジタル写真集 伊藤愛真 「ビールの売り子が着替えたら」（2024年1月13日、扶桑社）[13]

### カレンダー
- 伊藤愛真 カレンダー 2024（2023年11月11日、ハゴロモ）[14]

## 出演

### テレビ番組
- 全力坂【中坂・冬青木坂】（テレビ朝日）
- 指原莉乃&ブラマヨの恋するサイテー男総選挙（AbemaTV）
- MEGAMI SPORTS（KawaiianTV）
- 今夜くらべてみました（日本テレビ）[4]
- 浜ちゃんが!（讀賣テレビ）[15]
- おっとっと女子旅（tvk）
- BOAT RACEライブ 〜勝利へのターン〜（BSフジ）
- 一夜づけ（テレビ東京）- レギュラー[15]
- さらばニューヨークの“アヤツリ・スクワッド" （テレビ東京）[15]
- ミッドナイト競輪（AbemaTV）

### 舞台
- 「エナジーエール」（2022年10月30日、築地本願寺ブディストホール）- 主演
- 「スターライドオーダー」（2023年9月17日、ブルースクエア四谷）[16]

### MV
- リーマンマイク「ウーロンちゃん」[17][18]

### CM
- HOT PEPPER BEAUTY
- ソニー損害保険自動車保険

## その他
- 交通安全メッセンジャー（2024年11月30日）[19]